# Diadasia diminuta
Diadasia diminuta är en biart som först beskrevs av Cresson 1878.  Diadasia diminuta ingår i släktet Diadasia och familjen långtungebin. Inga underarter finns listade i Catalogue of Life.

## Bildgalleri

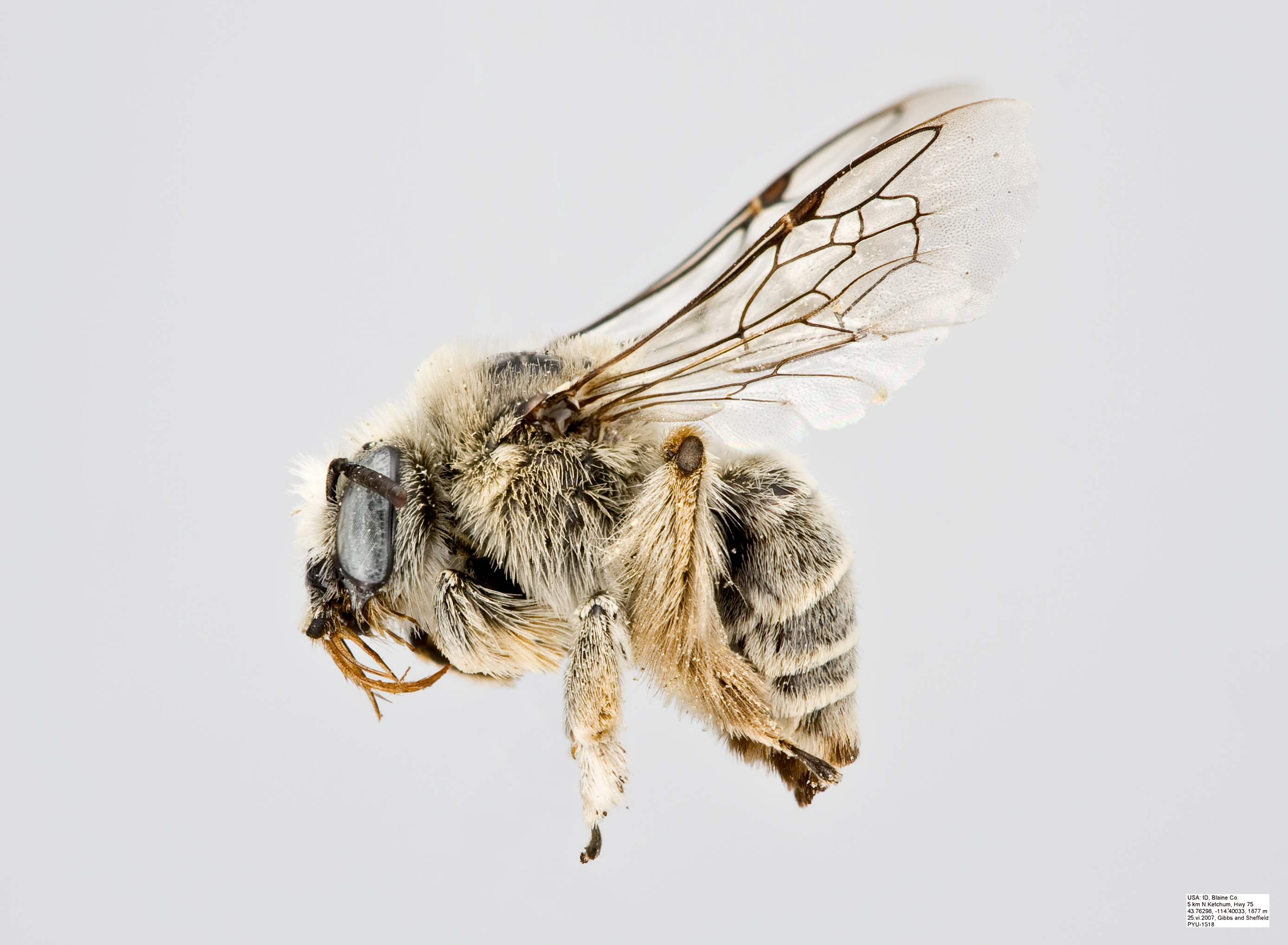
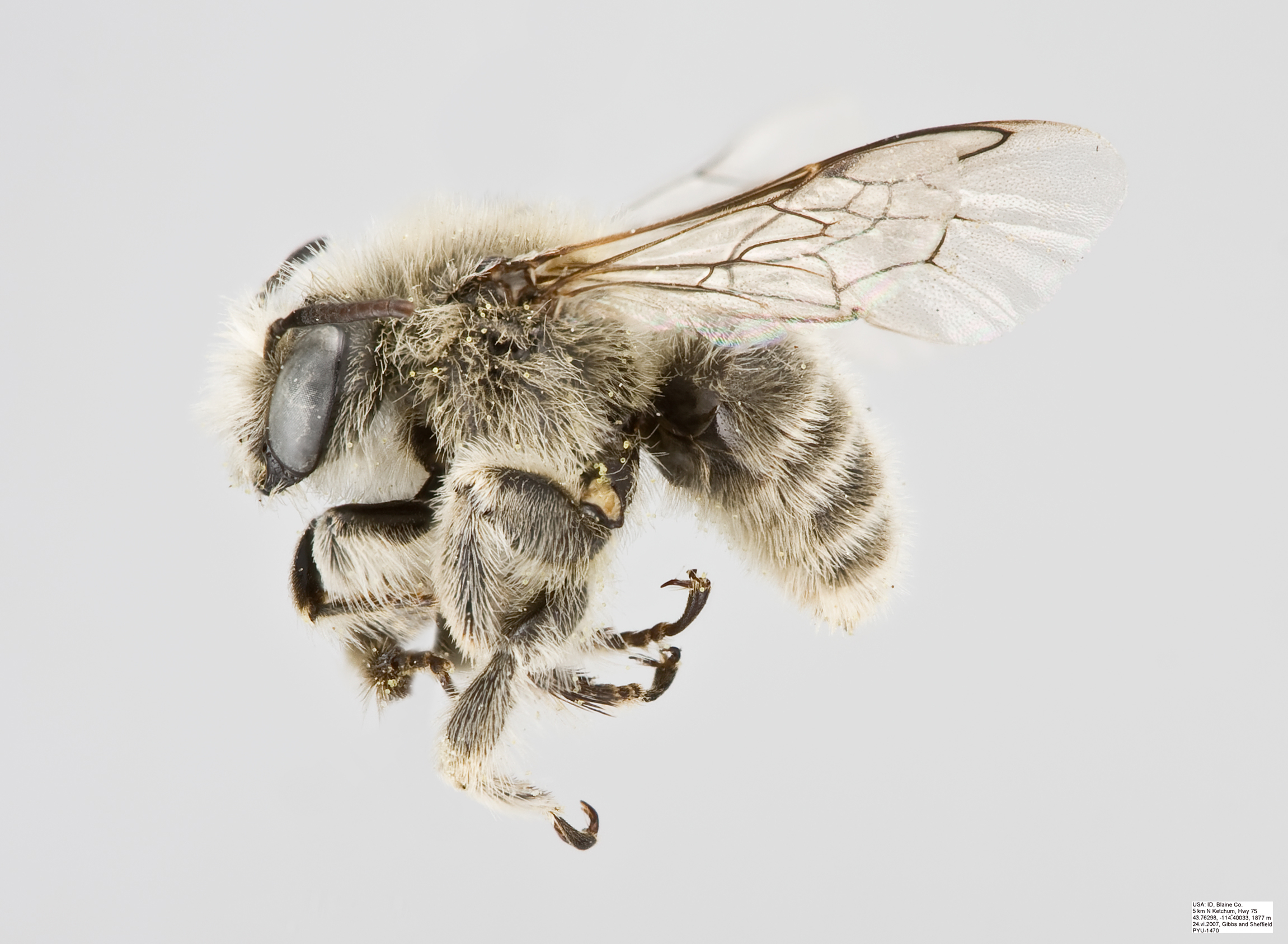